# الدوري المكسيكي الممتاز 1970
الدوري المكسيكي الممتاز 1970 (بالإسبانية: Primera División de México: México 1970)‏ هو موسم من الدوري المكسيكي الممتاز. كان عدد الأندية المشاركة فيه 16، وفاز فيه كروز آزول.